# Chiesa di San Giovanni Battista (Recco)
La chiesa di San Giovanni Battista è un luogo di culto cattolico situato nel comune di Recco, in piazza San Giovanni Bono, nella città metropolitana di Genova. La chiesa è sede della parrocchia omonima del vicariato di Recco-Uscio-Camogli dell'arcidiocesi di Genova.

## Storia

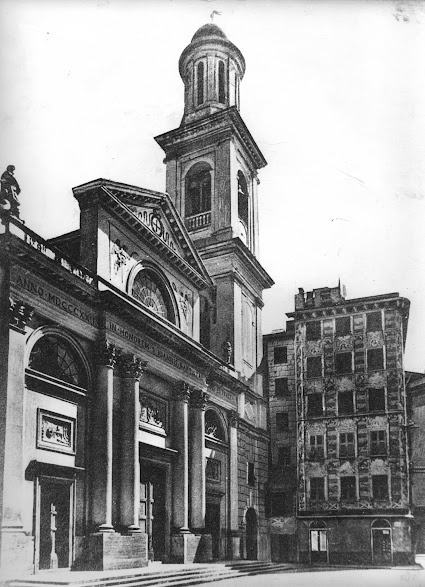
La precedente chiesa, del 1822, in una foto di inizio Novecento.

La precedente architettura religiosa fu completamente distrutta a seguito dei massicci bombardamenti aerei che si verificarono il 10 novembre e il 27 dicembre 1943. La città fu infatti teatro di un pesante bombardamento durante la seconda guerra mondiale: si registrarono in totale venticinque bombardamenti aerei che, di fatto, demolirono intere aree della cittadina ligure nonché il sovrastante ponte ferroviario.
La nuova chiesa parrocchiale fu progettata e disegnata dagli architetti Umberto Travaglio e Attilia Vaglieri Travaglio poco dopo la cessazione del conflitto bellico, tanto che il 1º maggio 1951 il cardinale e arcivescovo di Genova Giuseppe Siri poté consacrare il nuovo edificio religioso.

## Descrizione

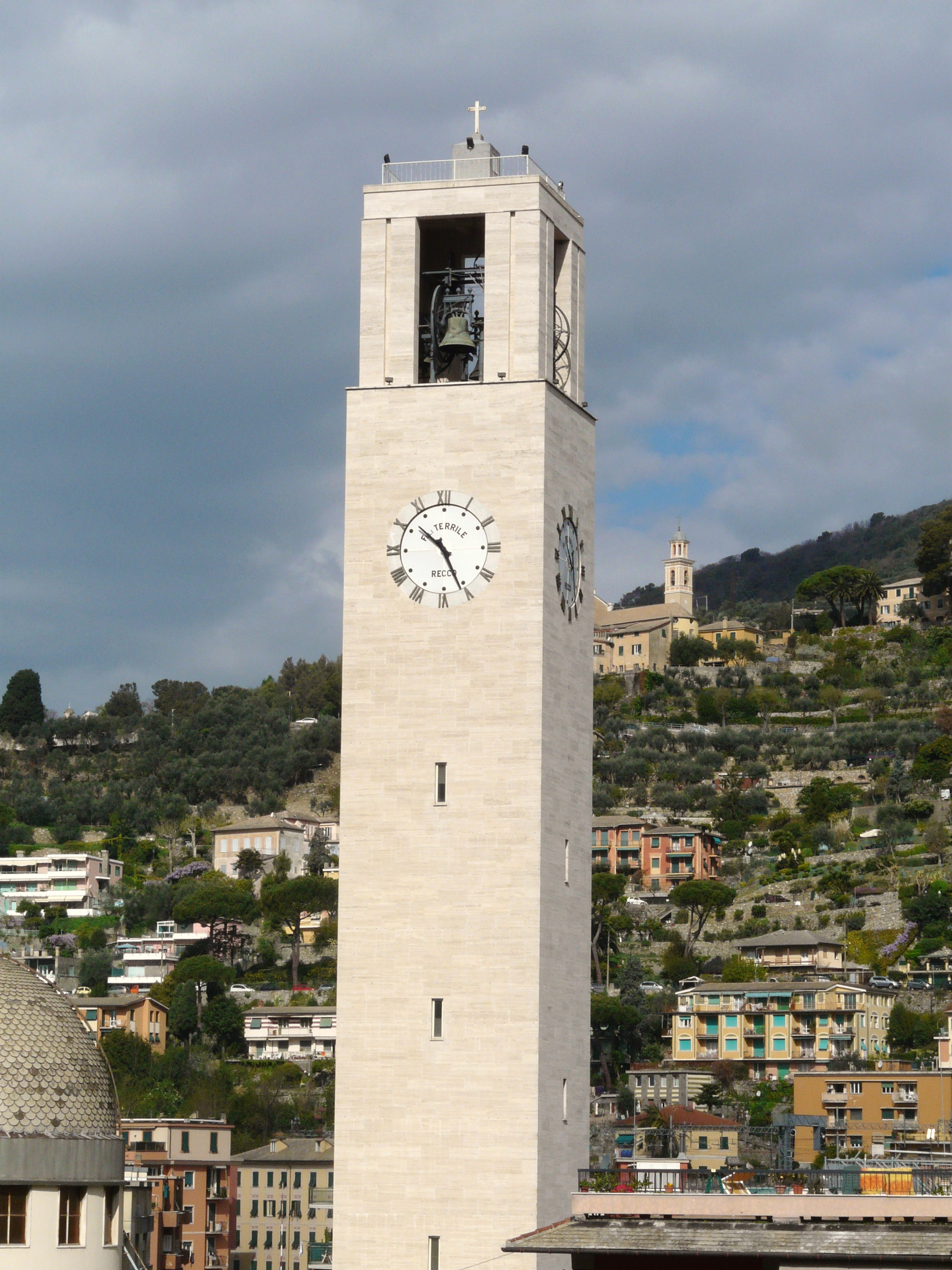
Il campanile

### Esterno
La nuova facciata, in travertino, è preceduta da un portico e racchiude quattro statue raffiguranti gli Evangelisti. Al centro, si trova un grande mosaico all'interno del quale si trovano rappresentati san Giovanni Battista e san Giovanni Bono ai lati della chiesa e al cospetto di Cristo Re.

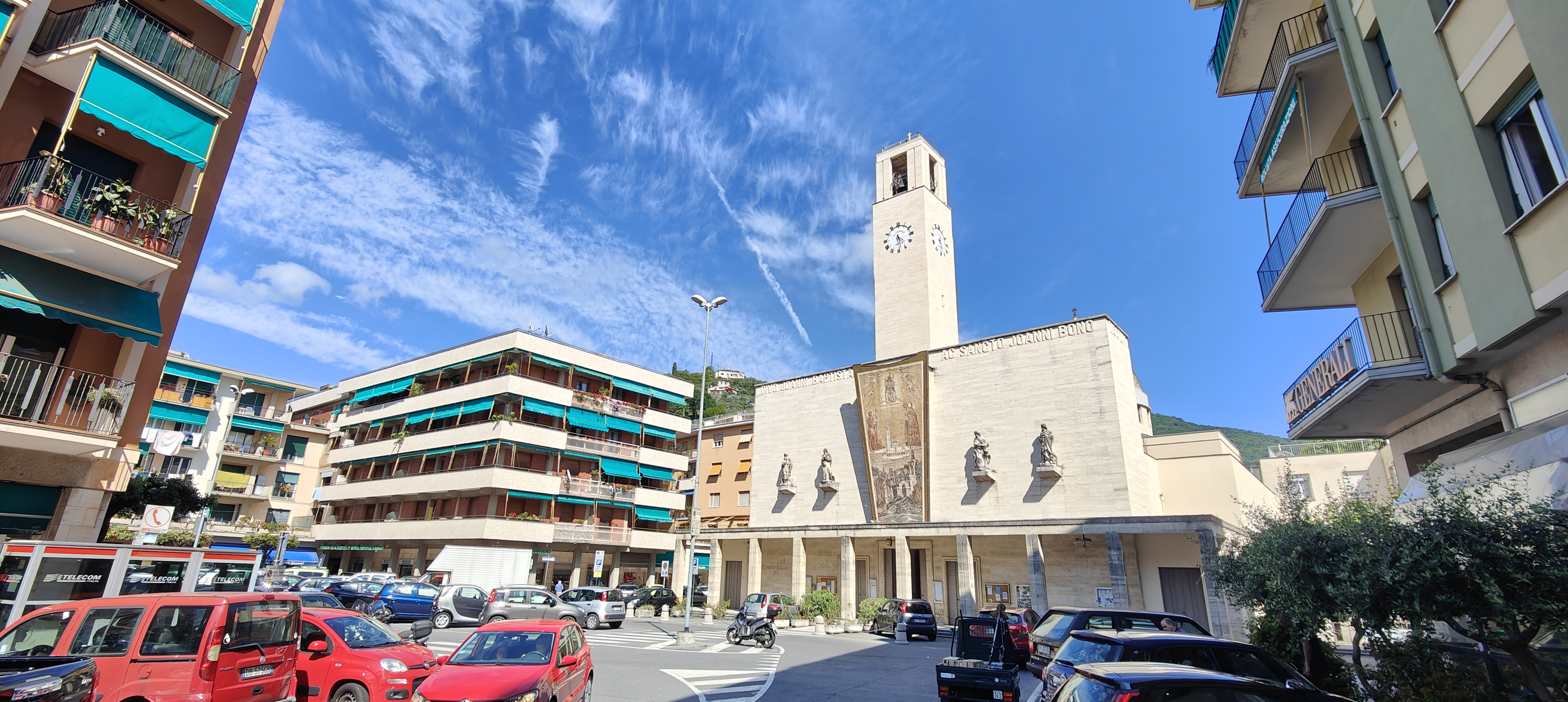
Il complesso come si affaccia su p.zza San Giovanni Bono

Adiacente alla nuova chiesa, lungo il fianco sinistro dell'edificio, è presente la nuova torre campanaria alta 55 metri come il precedente campanile distrutto.

### Interno
L'interno, a tre navate con cupola, presenta diverse opere pittoriche recuperate e salvate dai due bombardamenti del 1943 così come l'altare maggiore in stile barocco della precedente chiesa e i sei altari laterali. Nel presbiterio è presente una pala d'altare raffigurante i Santi Marco evangelista, Giovanni Battista, Cecilia, Giorgio e Lorenzo del pittore Valerio Castello, risalente al 1655.

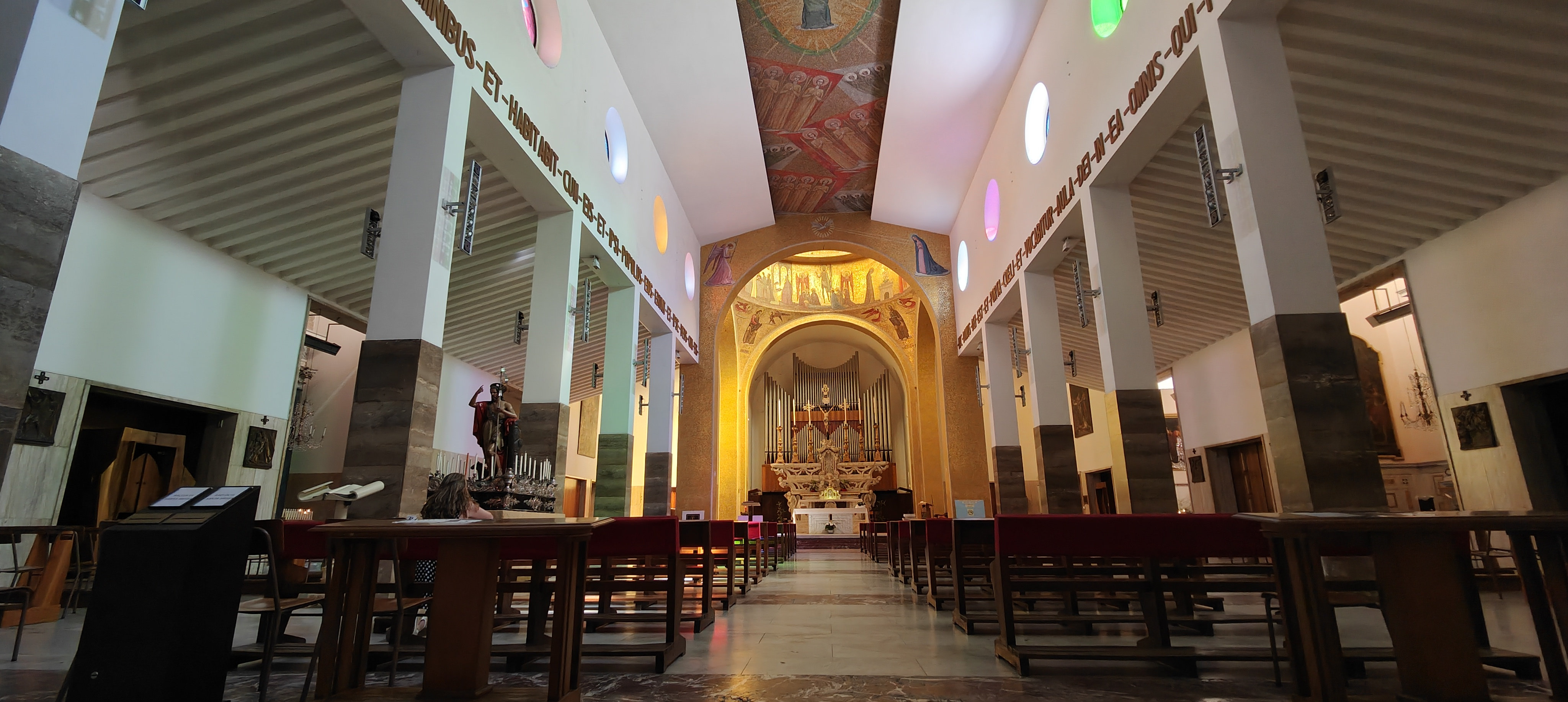
Vista interna

Un'altra pala raffigura i Santi Giovanni Battista, Giorgio, Lucia, Caterina e Bernardo, opera di Gioacchino Assereto e datata al 1626. Di datazione incerta, ma opera del pittore Giovanni Andrea De Ferrari è la pala con i Santi vescovi Erasmo, Biagio, Nicola e con i santi Simone e Chiara; di Giovanni Andrea Ansaldo è invece il dipinto raffigurante la Decapitazione di san Giovanni Battista, del 1615. Nella terza cappella della navata sinistra è conservato un gruppo ligneo dello scultore Anton Maria Maragliano raffigurante Il Crocifisso e le due Marie.
L'organo a canne della chiesa è stato costruito tra il 1959 e il 1966 dalla ditta Tamburini (opus 438); dispone di 52 registri su tre manuali e pedale.